# ریملان پایین
ریملان پایین یا ریمدان ملانصرت، روستایی در دهستان سند میرثوبان بخش مرکزی شهرستان دشتیاری در استان سیستان و بلوچستان ایران است.

## جمعیت
بر پایه سرشماری عمومی نفوس و مسکن در سال ۱۳۹۵، جمعیت این روستا برابر با ۴۷۷ نفر (۹۴ خانوار) بوده‌است.